# Anomala convexa
Anomala convexa är en skalbaggsart som beskrevs av Eugène Benderitter 1927. 
Anomala convexa ingår i släktet Anomala och familjen Rutelidae. Inga underarter finns listade i Catalogue of Life.